# Национален студентски дом
Националният студентски дом (съкратено НСД) провежда държавната политика в интерес на студентите в извънучебно време чрез подпомагане на дейности на национално и местно равнище в културата, образованието и науката. Има статут на българска държавна институция по чл. 105, ал. 2 от Конституцията на Република България и чл. 60 от Закона за администрацията.
Сградата на НСД се намира на пл. „Народно събрание“ № 10 в София, с допълнителен вход откъм ул. „Аксаков“ № 13. Представлява архитектурен паметник на културата от местно значение. Построена е в стил „Баухаус“ на преотстъпен за целта държавен имот по проект на архитектите – модернисти Станчо Белковски и Иван Данчов през 1933 г.

## История
Историята на Националния студентски дом датира от 1904 г., когато Стилиян Чилингиров – председателят на Студентския клуб към Държавния университет, със съдействието на министъра на просвещението проф. Иван Д. Шишманов, полага основите на фонд за построяване на сграда на Студентския клуб с основна сума от 10 000 лв., отпусната от Министерството на народното просвещение.
На 12 юни 1910 г. по инициатива на председателя на Студентския клуб Тома В. Томов се учредява Граждански комитет за построяване на здание на Студентския клуб в София. Уставът на комитета е утвърден със заповед на Министерството на народното просвещение № 1516 от 14 май 1911 г. Основният камък на Студентския дом е поставен на церемония на 30 май 1931 г. Започва да функционира през 1933 г., макар че сградата му е окончателно завършена едва през 1940 г.
След 9 септември 1944 г. в Студентския дом се настаняват за кратко Щабът на Съюзническата контролна комисия и Щабът на Съветската армия. След сключването на следвоенния мирен договор и тяхното напускане на страната, в сградата се настанява Театърът на народната армия. През 1957 г. по решение на правителството (Постановление № 159a от 05.07.1957 г. на Министерския съвет и ЦК на БКП) собствеността на Студентския дом се предоставя на ДКМС. Започва осъществяването на активна културна дейност сред студентската общност като Студентският дом на културата (СДК) е препреименуван на Централен студентски дом на културата (ЦСДК) от 1977 г.
Чрез Постановление на Министерския съвет № 233 от 4.12.1991 г. държавата отнема от организацията „Българска демократична младеж“ (правоприемник на ДКМС) правото да ползва Студентския дом, като предоставя имота безвъзмездно на Министерството на образованието и науката (МОН) за стопанисване и управление за задоволяване на социалните и културните потребности на студентите. С ПМС № 65 от 05.04.1999 г. се регулира статутът на Националния студентски дом към МОН като самостоятелно юридическо лице по чл. 60 от Закона за администрацията.
Христиан Даскалов е директор на НСД от август 2018 г. Като такъв той води кампания по възстановяване на активната творческа дейност на сцените на Националния студентски дом, пострадали след пожар през 2001 г. През 2020 г. НСД получава статут на държавна културна организация, съгласно чл. 4, ал. 1 от Закона за закрила и развитие на културата.
През 2024 година за директор на Студентския дом е избран г-н Никола Танаков.

## Организации
Към 1 август 2020 г. на територията на Националния студентски дом своята дейност развиват редица организации.
Художествено-творчески състави
- Академичен хор „Ангел Манолов“ – създаден 1933 г.
- Фолклорна вокална формация „Дилмана“ - създадена 2017 г.
- Академичен фолклорен ансамбъл – създаден 1958 г.
- Театър-студия „Студентина“ – създаден 1958 г.

Неправителствени организации
- Национален научен експедиционен клуб – ЮНЕСКО – създаден 1970 г.
- Български студентски съюз (БСС) – създаден 1990 г.
- Студентско общество за компютърно изкуство (СОКИ) – създадено 1991 г.
- Национално представителство на студентските съвети (НПСС) – създадено 2000 г.
- Национално студентско сдружение за образователен обмен АИЕСЕК – България
- Национална студентска конфедерация
- Erasmus Student Network – България
- Асоциация на българските училища в чужбина (АБУЧ) - създадена 2007 г.

Алумни общности
- Общност към Кабинета на младите писатели – студенти „Димчо Дебелянов“ – създаден 1958 г.
- Общност към Представителния фото клуб при ЦСДК – създаден 1974 г.

Самодейни състави
В Студентския дом на културата са създадени и са развивали своята организационна дейност и традиции редица популярни художествено-творчески формации, които към днешна дата са с преустановена дейност:
- "Симфоничен оркестър на младите сили" с диригент маестро Влади Симеонов - създаден 1934 г.[4]
- "Киноклуб" с худ. ръководител Васил Кацев - създаден 1958 г.
- "Студентски драматичен театър" с худ. ръководител Николай Колев – създаден 1958 г.
- "Академичен симфоничен оркестър" с худ. ръководител Алипи Найденов - създаден 1959 г.
- "Естраден оркестър за забавна и танцова музика" с худ. ръководител Димитър Ганев - създаден 1959 г.
- "Оркестър "Стакато" с худ. ръководител Развигор Попов - създаден 1963 г.
- "Оркестър “Метроном” с худ. ръководител Панайот Славчев - създаден 1965 г.
- "Състав за забавни танци" с худ. ръководител Елисавета Иванова - създаден 1968 г.
- "Студентски пантомимичен театър" с худ. ръководител Иван Радев – създаден 1975 г.
- "Клуб за политически песни “Ален мак” с худ. ръководител Виктор Чучков - създаден 1976 г.
- "Фоайе на студентите-сатирици" с худ. ръководител Валентин Бинчев - създадено 1979 г.
- "Клуб за акробатичен рок-енд-рол Елвис" - създаден 1990 г.